# 大赫希施泰滕

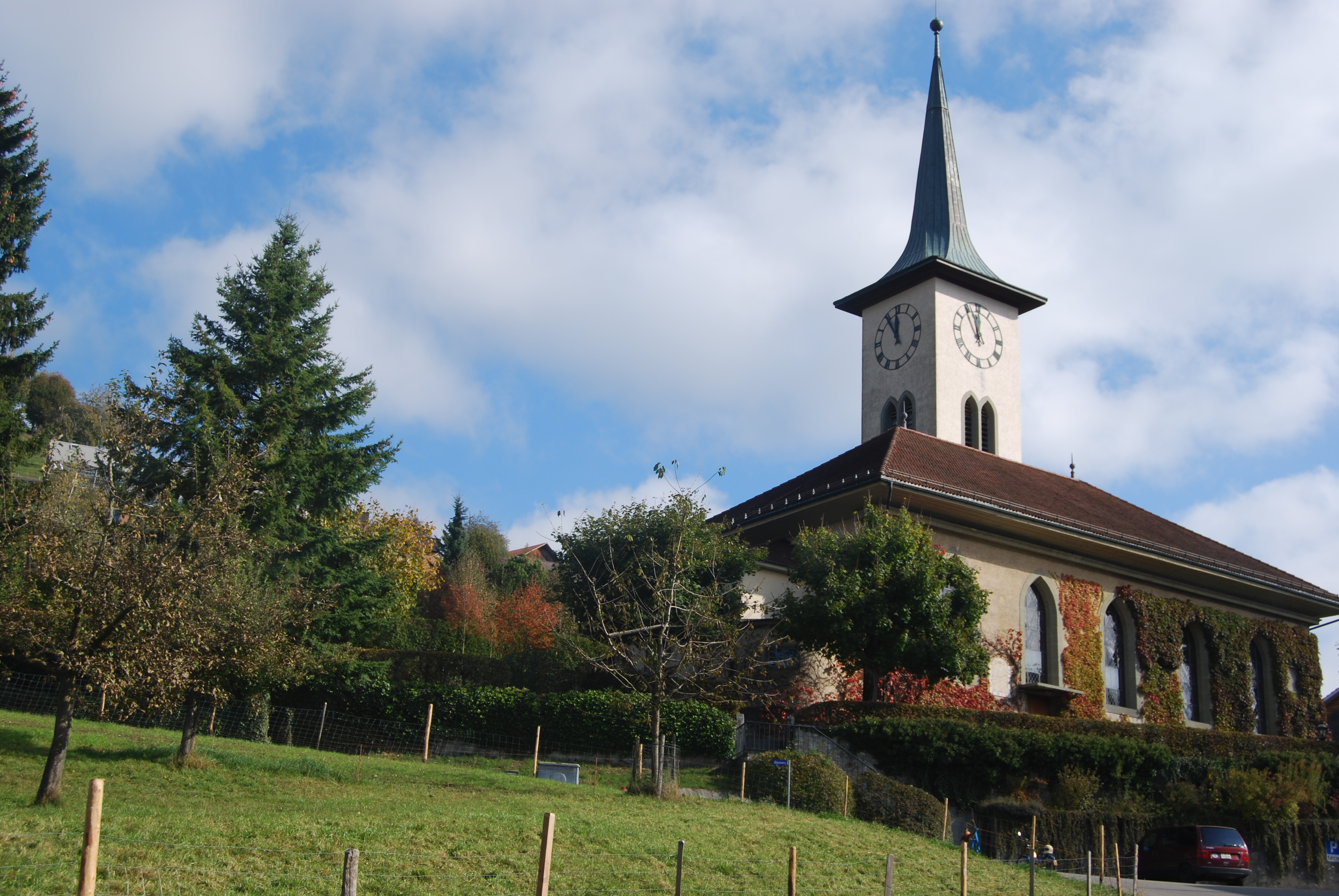

大赫希施泰滕（德语：Grosshöchstetten）是瑞士的城鎮，位於該國中西部，由伯恩州負責管轄，面積3.46平方公里，海拔高度745米，2011年人口3,233，人口密度每平方公里934人。